# Real Valladolid Promesas
Maillots
Actualités
Le Real Valladolid Promesas (Real Valladolid Club de Fútbol Promesas), est un club espagnol de football basé à Valladolid. Fondé en 1942, il constitue l'équipe réserve du Real Valladolid. Le club évolue actuellement en Segunda Federación.

## Histoire
En 1942, le Recreativo Europa Delicias est fondé par la fusion du CD Delicias et du Recreativo Europa, et en 1944, elle devient l'équipe filiale du Real Valladolid. À cette époque, le maillot du club était une chemise blanche avec une bande diagonale bleue, un pantalon et des chaussettes bleues. Son logo était un triangle placé horizontalement, divisé en deux couleurs : moitié blanc, moitié violet.
La première promotion en Tercera División a eu lieu le 13 juillet 1952, et en 1973, le club est renommé Real Valladolid Promesas. Ce fut également l'époque de ses seules participations à la Coupe du Roi. Dans les années 80, le club remporta trois championnat consécutives, mais cela ne lui permet pas d'accéder en Segunda División B. Ce n'est qu'en 1991, avec son cinquième titre de Tercera División et après un match nul 2-2 contre la SD Burela (es), que l'équipe accède à la Segunda División B, marquant le début de ses meilleures années.

## Saison par saison
- En tant que club-école

| Saison    | Niveau | Division            | Place | Copa del Rey |
| --------- | ------ | ------------------- | ----- | ------------ |
| 1942-1952 | —      | Regional            | —     |              |
| 1952-1953 | 3      | Tercera División    | 13e   |              |
| 1953-1954 | 3      | Tercera División    | 3e    |              |
| 1954-1955 | 3      | Tercera División    | 1er   |              |
| 1955-1956 | 3      | Tercera División    | 5e    |              |
| 1956-1957 | 3      | Tercera División    | 5e    |              |
| 1957-1958 | 3      | Tercera División    | 14e   |              |
| 1958-1959 | 3      | Tercera División    | 10e   |              |
| 1959-1960 | 3      | Tercera División    | 13e   |              |
| 1960-1961 | 3      | Tercera División    | 4e    |              |
| 1961-1962 | 3      | Tercera División    | 2e    |              |
| 1962-1963 | 3      | Tercera División    | 5e    |              |
| 1963-1964 | 3      | Tercera División    | 4e    |              |
| 1964-1965 | 3      | Tercera División    | 13e   |              |
| 1965-1966 | 3      | Tercera División    | 5e    |              |
| 1966-1967 | 3      | Tercera División    | 5e    |              |
| 1967-1968 | 3      | Tercera División    | 4e    |              |
| 1968-1969 | 3      | Tercera División    | 10e   |              |
| 1969-1970 | 3      | Tercera División    | 9e    | 3e tour      |
| 1970-1971 | 4      | Regional Preferente | 5e    |              |

| Saison    | Niveau | Division            | Place | Copa del Rey |
| --------- | ------ | ------------------- | ----- | ------------ |
| 1971-1972 | 4      | Regional Preferente | 3e    |              |
| 1972-1973 | 4      | Regional Preferente | 7e    |              |
| 1973-1974 | 4      | Regional Preferente | 2e    |              |
| 1974-1975 | 4      | Regional Preferente | 3e    |              |
| 1975-1976 | 4      | Regional Preferente | 2e    |              |
| 1976-1977 | 4      | Regional Preferente | 4e    |              |
| 1977-1978 | 4      | Tercera División    | 13e   | 2e tour      |
| 1978-1979 | 4      | Tercera División    | 16e   | 2e tour      |
| 1979-1980 | 4      | Tercera División    | 3e    | 2e tour      |
| 1980-1981 | 4      | Tercera División    | 1er   | 1er tour     |
| 1981-1982 | 4      | Tercera División    | 1er   | 1er tour     |
| 1982-1983 | 4      | Tercera División    | 1er   | 1er tour     |
| 1983-1984 | 4      | Tercera División    | 6e    | 1er tour     |
| 1984-1985 | 4      | Tercera División    | 4e    | 3e tour      |
| 1985-1986 | 4      | Tercera División    | 3e    | 1er tour     |
| 1986-1987 | 4      | Tercera División    | 8e    | 2e tour      |
| 1987-1988 | 4      | Tercera División    | 2e    |              |
| 1988-1989 | 4      | Tercera División    | 4e    |              |
| 1989-1990 | 4      | Tercera División    | 2e    |              |
| 1990-1991 | 4      | Tercera División    | 1er   |              |

- En tant qu'équipe réserve

| Saison    | Niveau | Division           | Place |
| --------- | ------ | ------------------ | ----- |
| 1991-1992 | 3      | Segunda División B | 8e    |
| 1992-1993 | 3      | Segunda División B | 11e   |
| 1993-1994 | 3      | Segunda División B | 16e   |
| 1994-1995 | 3      | Segunda División B | 15e   |
| 1995-1996 | 3      | Segunda División B | 6e    |
| 1996-1997 | 3      | Segunda División B | 5e    |
| 1997-1998 | 3      | Segunda División B | 12e   |
| 1998-1999 | 3      | Segunda División B | 9e    |
| 1999-2000 | 3      | Segunda División B | 18e   |
| 2000-2001 | 4      | Tercera División   | 2e    |
| 2001-2002 | 4      | Tercera División   | 3e    |
| 2002-2003 | 4      | Tercera División   | 6e    |
| 2003-2004 | 4      | Tercera División   | 6e    |
| 2004-2005 | 4      | Tercera División   | 4e    |
| 2005-2006 | 3      | Segunda División B | 10e   |
| 2006-2007 | 3      | Segunda División B | 16e   |
| 2007-2008 | 3      | Segunda División B | 14e   |
| 2008-2009 | 3      | Segunda División B | 19e   |
| 2009-2010 | 4      | Tercera División   | 2e    |
| 2010-2011 | 4      | Tercera División   | 5e    |

| Saison    | Niveau | Division              | Place |
| --------- | ------ | --------------------- | ----- |
| 2011-2012 | 4      | Tercera División      | 1er   |
| 2012-2013 | 4      | Tercera División      | 5e    |
| 2013-2014 | 4      | Tercera División      | 1er   |
| 2014-2015 | 3      | Segunda División B    | 9e    |
| 2015-2016 | 3      | Segunda División B    | 13e   |
| 2016-2017 | 3      | Segunda División B    | 6e    |
| 2017-2018 | 3      | Segunda División B    | 15e   |
| 2018-2019 | 3      | Segunda División B    | 11e   |
| 2019-2020 | 3      | Segunda División B    | 4e    |
| 2020-2021 | 3      | Segunda División B    | 5e    |
| 2021-2022 | 3      | Primera División RFEF | 18e   |
| 2022-2023 | 4      | Segunda Federación    | 3e    |
| 2023-2024 | 4      | Segunda Federación    | 8e    |
| 2024-2025 | 4      | Segunda Federación    | 12e   |
| 2025-2026 | 4      | Segunda Federación    |       |

- 39 saisons en Tercera División[1] puis Segunda División B puis en Primera División RFEF (D3)
- 28 saisons en Tercera División puis en Segunda Federación (D4)

## Palmarès
- Tercera División (7) :
  - Champion : 1954-1955, 1980-1981, 1981-1982, 1982-1983, 1990-1991, 2011-2012, 2013-2014